# Дем'янчук Григорій Семенович
Григо́рій Семе́нович Дем'янчу́к (нар. 20 вересня 1936, село Карпилівка, нині Білогірського району Хмельницької області — пом. 22 січня 2001, Рівне) — український журналіст, краєзнавець, письменник. Заслужений журналіст України (1986).

## Життєпис
1959 року закінчив факультет журналістики Львівського університету. Відтоді працював на Рівненщині переважно в обласній пресі — в газетах «Червоний прапор», «Вісті Рівненщини», «Волинь», а з 1990 року —доцентом Рівненського гуманітарного університету.
У львівському видавництві «Каменяр» вийшли друком краєзнавчі нариси та путівники Дем'янчука «Барви Полісся» (1975), «Над Горинь-рікою» (1977), «Високі береги Смотрича» (1980), «Біля джерел» (1980), «Семи криниць водиця» (1984), «Дума Червоного бору» (1990), в Києві видано книжку «Щоб квітла наша земля» (1986).
Лауреат літературної премії імені Валер'яна Поліщука (1988), літературно-мистецької премії імені Авеніра Коломийця (1998) та регіональної краєзнавчої премії «За відродження Волині» (2000). Почесний член Всеукраїнської спілки краєзнавців (1993).
Книжка «Звідки тече та річка» (2001) вийшла в світ вже після смерті автора. Наукову працю Григорія Дем'янчука «Українське краєзнавство: сторінки історії» (Київ, 2006) довершили його сини Богдан та Анатолій.
20 вересня 2001 року, до 65-річчя Григорія Дем'янчука, в Рівному відкрито меморіальну дошку на будинку на вулиці Курчатова, де він жив.